# Actuari (ofici)
Actuari o Actari (llatí plural actuarii, actarii, notarii) va ser un escrivent romà que aixecava les actes públiques. Aquest nom també es donava als notaris o escriptors taquigràfics que recollien les sessions del senat romà i de les corts de justícia, segons Suetoni.
El nom es va aplicar a diversos tipus de funcionaris. Els actuaris també eren uns oficials que controlaven el subministraments de provisions i de salaris a l'exèrcit romà durant el Baix Imperi i a l'Imperi Romà d'Orient segons els contractes signats. Fent aquesta funció, el lloc està testimoniat almenys fins al segle VI, però només es menciona als textos jurídics antics a partir d'aquell moment. El títol torna a aparèixer al Taktikon Uspenski escrit als voltants de l'any 842 i també al Cletorològion del 899, però el paper del seu titular no és clar. Al segle X, l'obra De Ceremoniis de l'emperador Constantí VII (r. 913-959), els actuaris es mencionen com els que entregaven els premis als aurigues vencedors, però al segle XII (o potser al segle XI) el concepte s'aplicava també a metges destacats, possiblement, els que estaven adscrits a la cort imperial, com per exemple Joannes Actuarius.
Modernament és el nom d'uns secretaris judicials als Estats Units i altres països d'Amèrica.